# Баклунд, Готтард
Готтард Баклунд (швед. Gotthard Backlund) — шведский шахматист, мастер.
Входил в число сильнейших шахматистов Швеции 1950-х гг. В составе национальной сборной участвовал в шахматной олимпиаде 1956 г. и международном матче со сборной СССР (1954 г.).
Участвовал в соревнованиях до конца 1970-х гг.
В базах его партии часто приписывают Оке Баклунду, международному мастеру ИКЧФ из Финляндии.

## Спортивные результаты
| Год         | Город     | Соревнование                                | + | − | = | Результат | Место |
| ----------- | --------- | ------------------------------------------- | - | - | - | --------- | ----- |
| 1954        | Стокгольм | Матч Швеция — СССР (против М. Е. Тайманова) | 0 | 2 | 0 | 0 из 2    |       |
| 1956        | Москва    | XII Олимпиада (сборная Швеции, 4-я доска)   | 3 | 4 | 4 | 5 из 11   |       |
| 1978 / 1979 | Стокгольм | Международный турнир «Кубок Рилтона»        |   |   |   |           | [ 3 ] |